# Dimensionshuggning
Dimensionshuggning innebär att man avverkar alla träd som är grövre än en viss dimensionsgräns, det vill säga vars stam är grövre än en viss diameter, oavsett trädens utseende eller placering i beståndet. Denna minsta diameter är normalt sett anpassad till virkesmarknadens krav men kan också sättas med viss hänsyn till skydd mot överavverkning.
Fram till 1945-1950 var dimensionshuggning vanligt i norra Sverige. Dimensionsgränserna varierade, men sjönk gradvis och var som lägst cirka 15 cm i stubbskäret, det vill säga rotänden på det fällda trädet. Man avverkade inledningsvis nästan uteslutande tall. Beroende på hur utgångsbeståndet såg ut kunde resultatet bli kalt hygge, gles tallskog, relativt tät granskog, och så vidare. Dimensionshuggning klassificeras som ett exploaterande ingrepp, eftersom man fokuserar på vad man tar ut och inte på hur skogen ser ut efteråt.
Många av de avverkningssystem som använts när man inlett exploatering av naturskog runt om i världen är i realiteten en sorts dimensionshuggning.

## Måldiameterhuggning
Måldiameterhuggning är ett nytt namn för ett slags beståndsanpassad dimensionshuggning.
Begreppet myntades i samband med Skogsstyrelsens projekt om hyggesfritt skogsbruk. Det anger precis som dimensionshuggning den nedre dimensionsgränsen för träd som får avverkas. Enda skillnaden är att man vid måldiameterhuggning antas välja en dimensionsgräns som gör att skogen efteråt inte är glesare än att den kan antas ha fortsatt hög tillväxt.